# Bermuda ai Giochi della XVII Olimpiade
Bermuda partecipò ai Giochi della XVII Olimpiade che si sono svolti a Roma dal 25 agosto all'11 settembre 1960, con una delegazione di nove atleti impegnati nelle gare di vela.
Fu la quinta partecipazione di questo paese ai Giochi olimpici. Non furono conquistate medaglie.